# Tony Fall

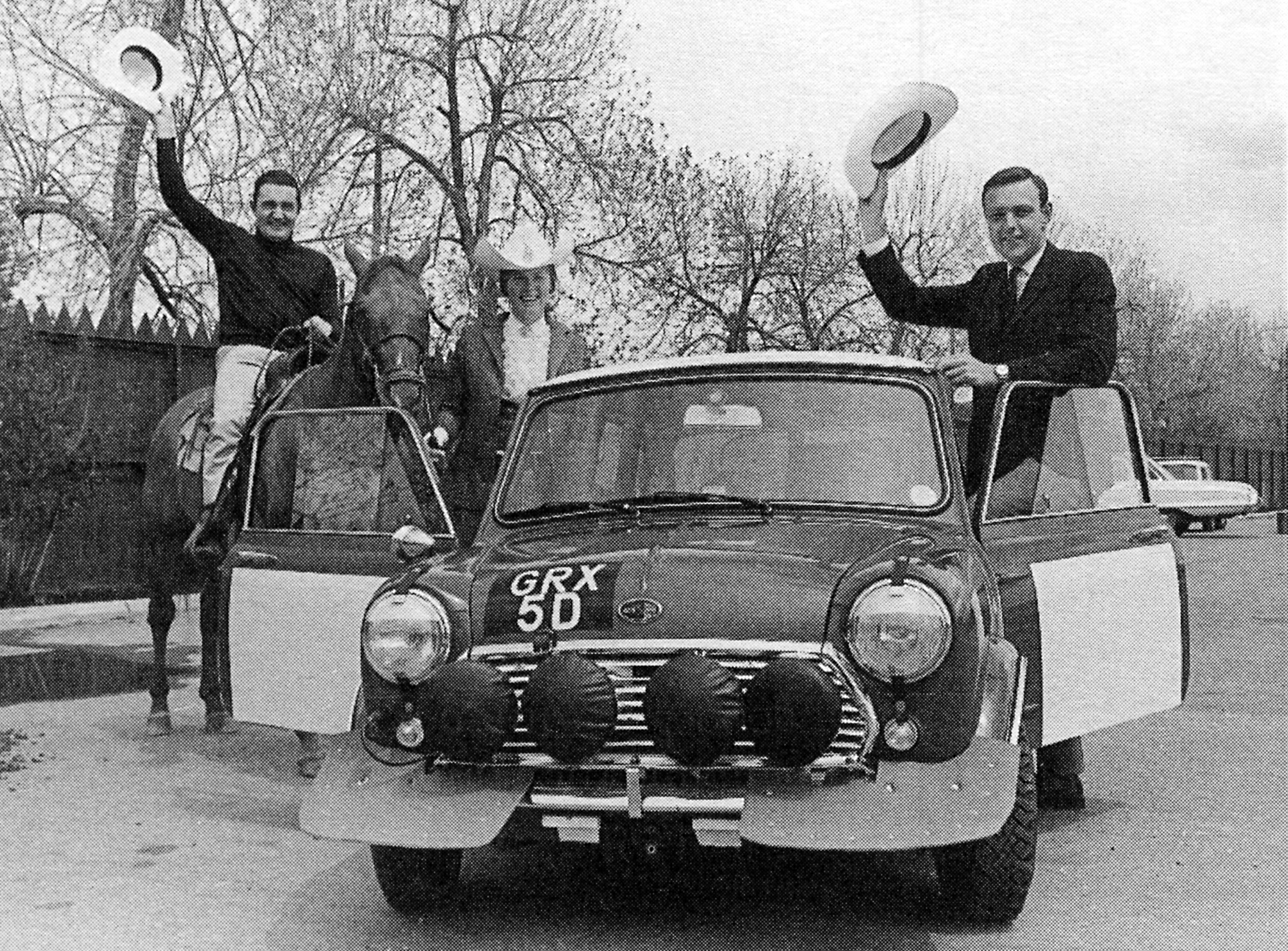
Tony Fall (rechts) mit Paddy Hopkirk 1968

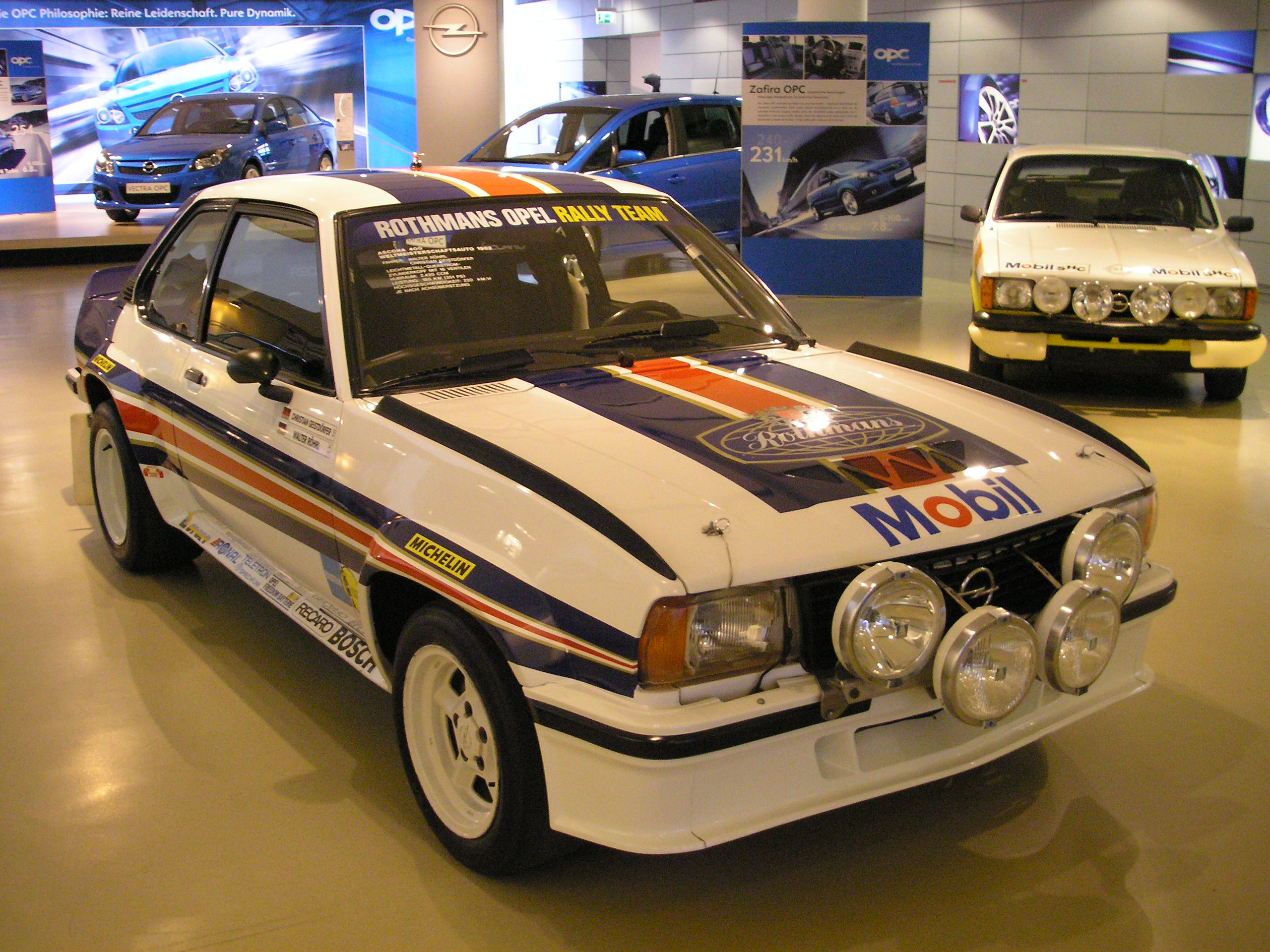
Opel Ascona 400

Richard Anthony „Tony“ Fall (* 23. März 1940 in Bradford, West Yorkshire; † 1. Dezember 2007 in Tansania) war ein britischer Rallyefahrer, Gründer des britischen Dealer Opel Teams und zwischen 1978 und 1990 der Teamchef von Opel-Motorsport in Rüsselsheim.

## Rallye-Karriere
Fall begann Mitte der 1960er mit einem Mini Cooper S seine ersten Rallyes und 1967 auch Rallycross-Rennen zu bestreiten. Sein erster wichtiger internationaler Erfolg war der Gesamtsieg bei der Rallye Circuit of Ireland des Jahres 1966, zusammen mit Beifahrer Henry Liddon. Darüber hinaus machte er auch mit einem BMC-Werksauto vom Typ Austin 1800 (Spitzname „the Landcrab“, dt. „die Landkrabbe“) auf sich aufmerksam. Sein Landsmann und Freund John Davenport, der auch als Motorsport-Journalist bereits internationale Bekanntheit erlangt hatte, wurde Falls Copilot und sorgte dafür, dass dieser Werkseinsätze für Lancia (auf Lancia Fulvia), Datsun (Datsun 240Z und Datsun 1800SSS), BMW (BMW 2002 ti), Peugeot (Peugeot 504 und Peugeot 304 S) sowie Volkswagen (VW 1302 S und VW 1303 S) fahren konnte.

## Opel-Motorsport-Leitung
1974 gründete Fall das britische Dealer Opel Team, nachdem er bereits mit der General-Motors-Tochter Vauxhall zusammengearbeitet hatte. 1978 wechselte der Brite ins Opel-Werk nach Rüsselsheim und übernahm dort von Helle Bein den Posten des Motorsportchefs. Unter Falls Leitung wurde das Modell Opel Ascona 400 zu einem wettbewerbsfähigen Rallye-Fahrzeug entwickelt, mit dem Walter Röhrl im Jahre 1982 Rallye-Weltmeister werden konnte.
Ende der 1980er geriet Fall, dem man bei Opel freie Hand bei fast all seinen Entscheidungen zugestanden hatte, während der sogenannten Controller era in die Mühlen von Bürokraten und Juristen. Wegen diverser undurchsichtiger Auftragsvergaben strebte man rechtliche Schritte gegen den Engländer an, der dann in Folge neun Monate lang in Untersuchungshaft verbrachte und nach dem Prozessende in seine Heimat abgeschoben wurde.

## 1990–2007
1990 kehrte Tony Fall nach England zurück und wurde von „Überrollkäfig-Guru“ Winfried Matter zum Geschäftsführer der britischen Matter-Tochterfirma Safety Devices gemacht. Ende der 1990er kaufte Fall dem Deutschen die Firma ab und war bis zu seinem Tod deren Direktor.
Fall verstarb am 1. Dezember 2007 als Organisationsmitglied der East African Safari Classic Rally in seinem tansanischen Hotelzimmer, nachdem er in der Nacht einen Herzinfarkt erlitten hatte. Er hinterließ seine Ehefrau Pat Fall (geb. Lyons; eine Tochter von Jaguar-Cars-Gründer Sir William Lyons) und zwei Söhne aus einer vorherigen Ehe.

## Statistik

### Einzelergebnisse in der Sportwagen-Weltmeisterschaft
| Saison | Team       | Rennwagen     | 1   | 2   | 3   | 4   | 5   | 6   | 7   | 8   | 9   | 10  |
| ------ | ---------- | ------------- | --- | --- | --- | --- | --- | --- | --- | --- | --- | --- |
| 1968   | JCB        | MGB           | DAY | SEB | BRH | MON | TAR | NÜR | SPA | WAT | ZEL | LEM |
| 1968   | JCB        | MGB           |     |     |     |     | 24  | 39  |     |     |     |     |
| 1969   | Jolly Club | Lancia Fulvia | DAY | SEB | BRH | MON | TAR | SPA | NÜR | LEM | WAT | ZEL |
| 1969   | Jolly Club | Lancia Fulvia |     | 18  |     |     |     |     |     |     |     |     |